# 赫尔穆特·科尔
赫尔穆特·约瑟夫·米夏埃尔·科尔（德語：Helmut Josef Michael Kohl，發音：[ˈhɛlmuːt ˈkoːl] ⓘ；1930年4月3日—2017年6月16日），德国政治家。曾任莱茵兰-普法尔茨州州长（1969年－1976年），德国基督教民主联盟主席（1973年－1998年）。他是末任的西德總理（1982年-1990年），并且在德国重新统一後擔任首任德意志联邦共和国總理（1990年-1998年）。
科尔在两德统一的进程起到关键作用，同时也对欧洲一体化进程作出了很多贡献。但由於晚年柯爾的基民黨捲入非法政治獻金醜聞，柯爾承認自己也接受了數百萬馬克的非法政治獻金，由法院判決罰款換取擱置刑事訴訟，使其歷史評價尚有爭議。

## 早年

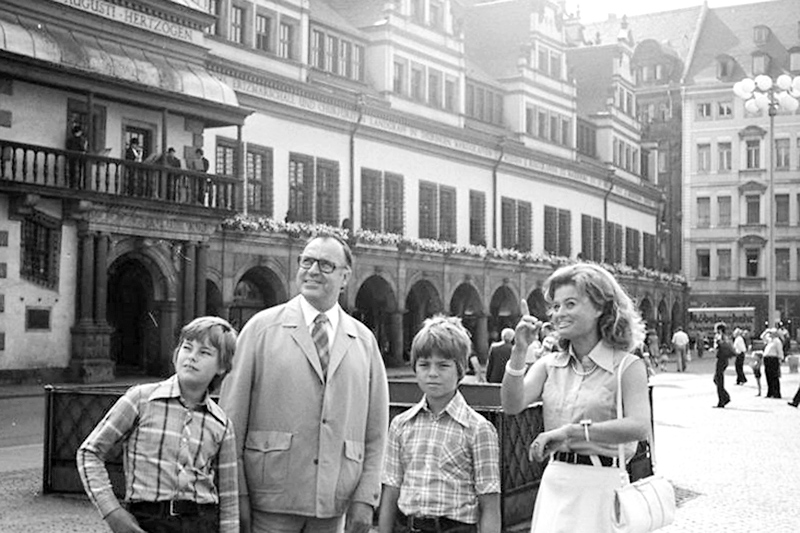
科尔1975年與妻子汉内洛蕾·科尔還有兩個兒子一同在莱比锡市區逛街，

赫尔穆特·科尔的父亲汉斯·科尔（1887年－1975年）是巴伐利亚自由州州财政部的一名公务员，母亲為Cäcilie（1890年－1979年）。整个家庭信奉罗马天主教。科尔本人是全家的第三个孩子，他有个哥哥在第二次世界大战時喪生。在战争即将结束的时候，科尔加入了空军防空志愿组织，未参加战鬥。
他的幼年时期几乎是在路德维希港市的Hohenzollernstraße大街度过的。他在那里就读小学（Ruprechtschule）之后进入马克斯—普朗克—文理高中就读。
1950年科尔来到法兰克福大学，学习法学。1951年他转入海德堡大学，学习历史、社会科学。
1956年毕业后，科尔到海德堡大学的阿尔弗雷德—韦伯—研究院（Alfred-Weber-Institut）做一名助理。1958年，他和Walther Peter Fuchs（1905年－1997年）共同研究的論题《1945年后普法尔茨的政治发展、产生的党派（Die politische Entwicklung in der Pfalz und das Wiedererstehen der Parteien nach 1945）》，讓科尔获得哲学博士之學位，而他随后进入路德维希港钢铁铸造厂的管理层，担任助理职务。1959年任路德维希港化学工业协会的负责人职务。这段时间里，科尔与认识於1948年的外语秘书Hannelore Renner（1933年－2001年）结婚，婚后育有两个儿子：瓦尔特·科尔（1963年－）與皮特·科尔（1965年－）。

## 政治生涯
1946年当科尔还是学生时就已加入基民盟，不久之后的1947年他还在家乡路德维希港建立了德国青年联盟（Jungen Union——JN）。在他读大学时，便开始參與许多政治活动。1953年他成为莱茵兰-普法尔茨州基民盟经济工商业协会会员，1954年担任莱茵兰-普法尔茨州青年联盟（Jungen Union）代理主席，1955年成为莱茵兰-普法尔茨州基民盟高层成员。1959年担任路德维希港地区基民盟主席，1960年——1969年成为基民盟联邦高层成员，1969年担任基民盟联邦代理主席。这其中对赫尔穆特·科尔提供资助的有依靠二战、纳粹积累起财富的工业资本家弗里茨·瑞斯（Fritz Ries）等。

### 担任州长

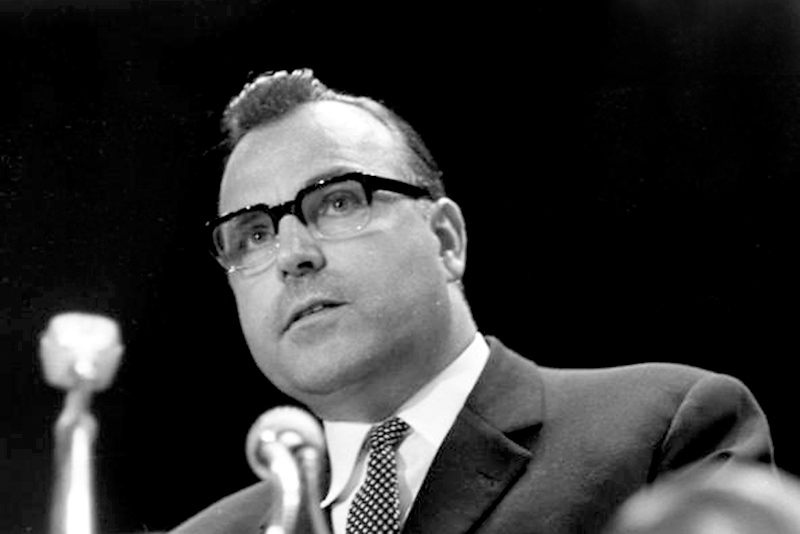
1975年時任州長的科尔

当科尔在1966年被选为莱茵兰-普法尔茨基民盟主席后，他被确定为時任州长Peter Altmeiers的继任者。在州选举结束后，结果Altmeiers被再次选为州长，但是在1969年5月19日，科尔接替他当选州长。在科尔执政期最大的施政决定是：实行区域改革、建立了特里尔——凯撒斯劳滕大学（即：今天的特里尔大学、凯撒斯劳滕工业大学）。
1971年科尔开始竞选基民盟主席，可惜败给了当时的Rainer Barzel。1973年就在Rainer Barzel对当时现任总理维利·勃兰特进行不信任案投票仅仅一年后，科尔取代Barzel成为基民盟主席，并一直将任职期长達25年——直至1998年11月7日。

### 反对党领袖
在1976年联邦议会选举中，科尔首次被推举为基民盟总理候选人。虽然在这次选举中，基民盟/基社盟联盟以48.6%成为第一大党，但以微弱劣势败给由社民黨及自民黨的社会自由联盟（Sozialliberale Koalition），但这个大选结果却是基民盟/基社盟截至目前第二高的投票记录。大选后，科尔继续担任州长，同时在位于波恩的德国联邦议院担任基联盟/基社盟组成的反对党领袖。1976年12月2日Bernhard Vogel成为他的继任者，担任莱茵兰-普法尔茨州长。当大选失败后，基社盟决定取消与基民盟的联盟政策，但科尔反对基社盟主席弗朗茨·约瑟夫·施特劳斯这项舉措。在1980年进行的联邦大选中，科尔必须支持施特劳斯競选联邦总理，因为大选后科尔將会继续担任反对党领袖，而施特劳斯回到巴伐利亚担任州长。而後科尔从1976年—2002年一直担任德国联邦议会议员。

### 西德总理

#### 解散联邦议会及第一个任期
1982年9月17日，时任德国总理的赫尔穆特·施密特政府（社会自由联盟）分裂之后，其主要源自于社民党及自民党对未来德国联邦的经济政策产生了严重的意见分歧。9月20日，自民党同基联盟/基社盟讨论组成新的中右翼联盟。这次诱因是由于自民党（FDP）内部成员Otto Graf Lambsdorff修改的一份战略草案中包含有关于改革就业市场的新自由主义计划。（详见：→ 改变 （页面存档备份，存于））
1982年10月1日，联邦议会历史上第一次通过有计划的不信任动议将时任第六届德国总理赫尔穆特·施密特趕下台，同时科尔被提名为德国联邦总理。德国联邦外交部长的人选同之前的社会—自由—联盟内阁相同，由Hans-Dietrich Genscher（FDP）继续担任。在自民党内部，很多人对这次联盟倒戈非常有异议。因为在1980年举行大选时自民党承诺组成共同联盟对社民党有益。但在这件事情上，被指责缺少材料性的证明，但这一点在形式上却是符合宪法。此外，因为科尔的总理身份并非由正常的联邦议会选举产生，所以为了去除掉这一缺点，科尔实施了一个十分有争议的处理措施：在联邦议会中，在年12月17日表决的对他內閣的信任投票。当執政联盟通过《1983年联邦预算案》，他们也将得到与政府联盟代表协商后的多数票，因此即将到来所希望的结果是：如果联邦总理没有得到多数票，将建议联邦总统解散议会。在经过长时间的踌躇之后，联邦总统卡尔·卡斯滕斯决定在1983年1月解散联邦议会，并於3月6日进行大选。与此同时，一些议员代表对此上诉到联邦宪法法庭。但是，这个解散联邦议会的决定符合宪法的规定。

#### 第二個任期

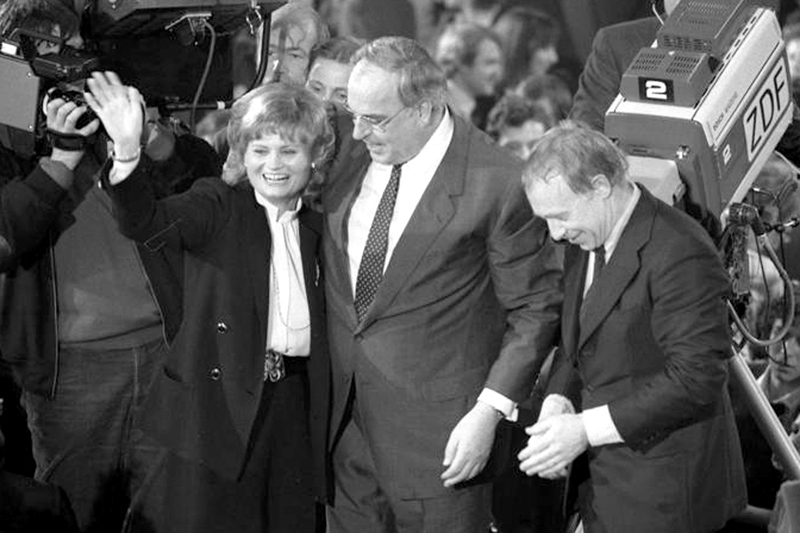
1983年科爾首次勝出大選

1983年科爾出席第九屆G7峰會

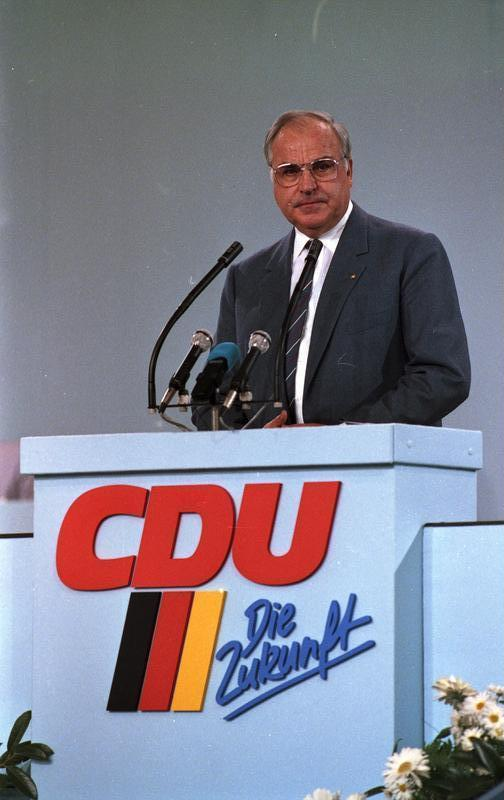
科爾在1986年基民盟大會

在1983年3月6日举行的联邦大选中，由基民盟、基社盟和自民党组成的联盟获得了联邦议会中的多数席位，其中基民盟/基社盟得票（48.8%，增加4.2%），自民党得票（7%，减少3.6%）。赫尔穆特·科尔显示出最佳的竞选结果（基民盟历史上第二好的得票记录）。社民党方面，竞选对手是曾经担任司法部部长和慕尼黑市市长Hans-Jochen Vogel。
社民党因结束与自民党的联盟关系，雖然已有预期的落败，但当时剛成立不久的左翼环保政党德國綠党跨越5%得票門鑑進入联邦议会，此后的联邦和州议会選舉，基民盟/基社盟联盟与自民党结合成中間偏右联盟，而社民党则和綠党结合成中間偏左联盟，維持至今。
第一年的总理任期中，科尔排除了一切和平运动所带来的阻力，坚决实施了上届施密特政府确定的《北约革新决议》。
1984年9月22日科尔同法国总统弗朗索瓦·密特朗在凡尔登战役纪念遗址会面，共同纪念双方在两次世界大战中死去的人们。科尔和密特朗的那张数分钟牽手的照片被视作德法两国关系调和的标志。儘管政治立场相左，但这之后的几年中，科尔同密特朗被形容为拥有非常紧密的关系。他们共同将：《欧洲合同军》（Eurokorps）和ARTE电视台等项目带入轨道，以及经德法双方共同协作，缔结了对欧洲一体化进程起到进步作用的《马斯特里赫特条约》和之后引入欧元的政策。
由于科尔也卷入了弗利克康采恩集团向德国政治家秘密设置的账户中非法汇款的弗利克丑闻案。在这之后，科尔对由联邦议会和美因茨市议会组成的调查小组叙述此事，认为這是Staatsbürgerlichen Vereinigung基联盟内部协会捐赠以采购设备。最终，科尔仅仅因一个由奥托·席利提出上诉的虚假陈述罪名被传唤。不久科尔的党内朋友Heiner Geißler帮助他，在公开场合说：“他有个幸福的低潮。”（Er habe wohl einen Blackout gehabt.）
1984年1月24日，科尔在以色列国会引用Günter Gaus的一句话「宽恕这些后代。」（Gnade der späten Geburt.）。
1985年5月5日，科尔与美国总统罗纳德·里根一同向位于Bitburg的士兵墓地敬献花圈。之后在德国、美国部分公共场合激烈讨论了这次鲜花的行为，因为那里还同时埋葬有武裝親衛隊的成员。

1987年6月12日，時任美國總統羅納德·雷根在勃兰登堡门前演講，時任德國總理科爾在後旁。

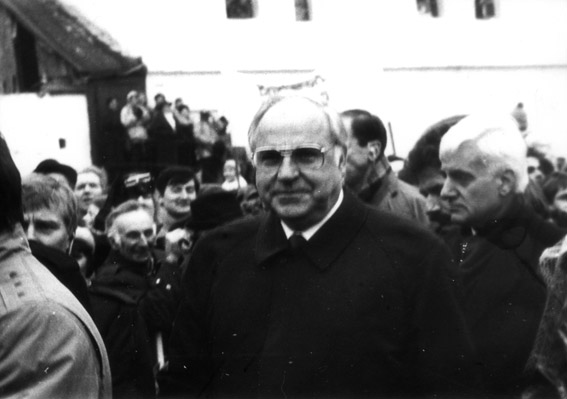
1989年時任總理科爾到訪波蘭城市Krzyżowa，在柏林牆倒塌前。

在1987年的联邦大选中，科尔第二度连任。社民党的总理候选人是北莱茵-威斯特法伦州长约翰内斯·劳。

#### 第三個任期：统一德国的总理

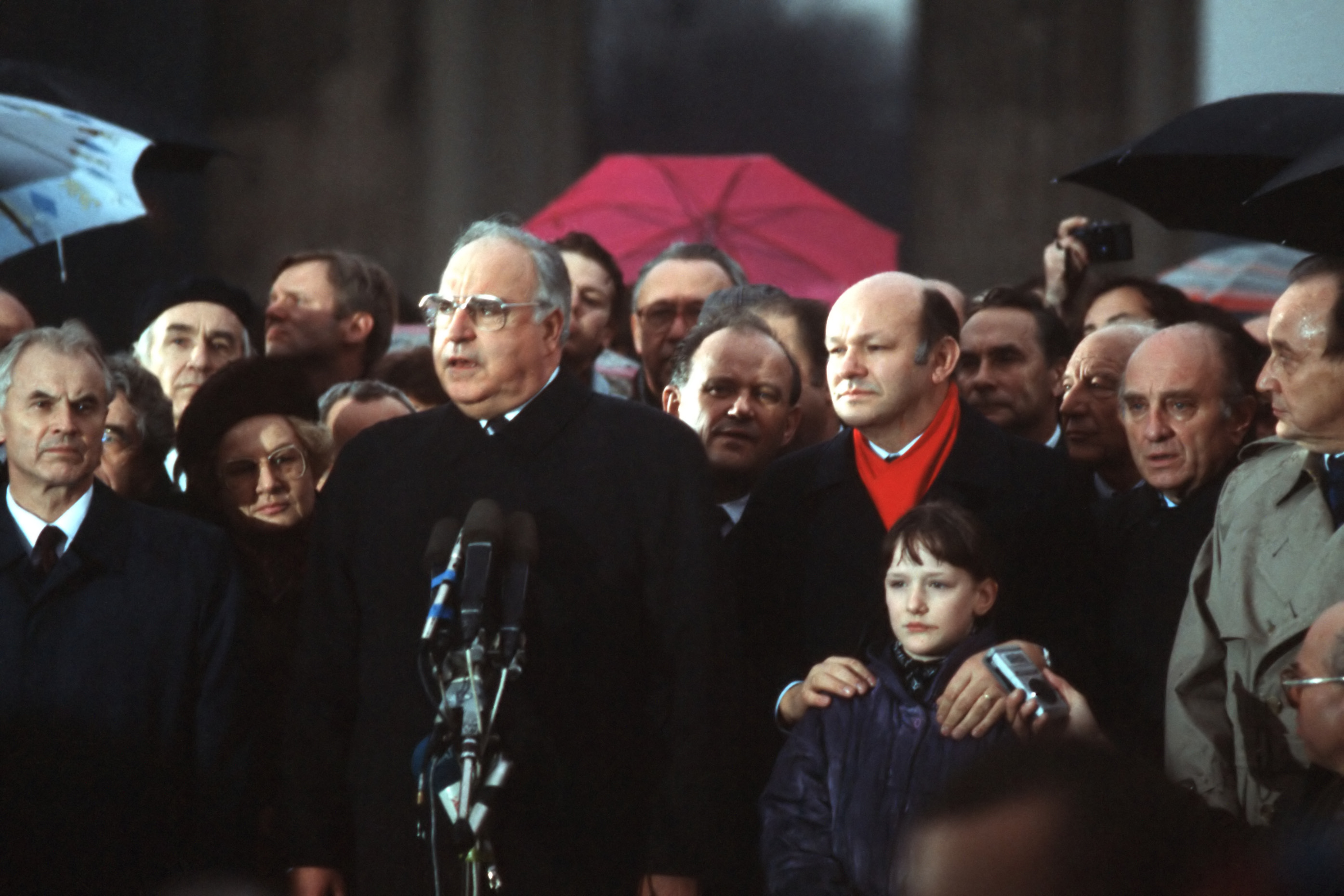
1989年12月20日的赫尔穆特·科尔，以及時任 柏林市長瓦爾特·蒙佩爾、东柏林市长 蒂諾·施維齊納站在即将打开的勃兰登堡门前。

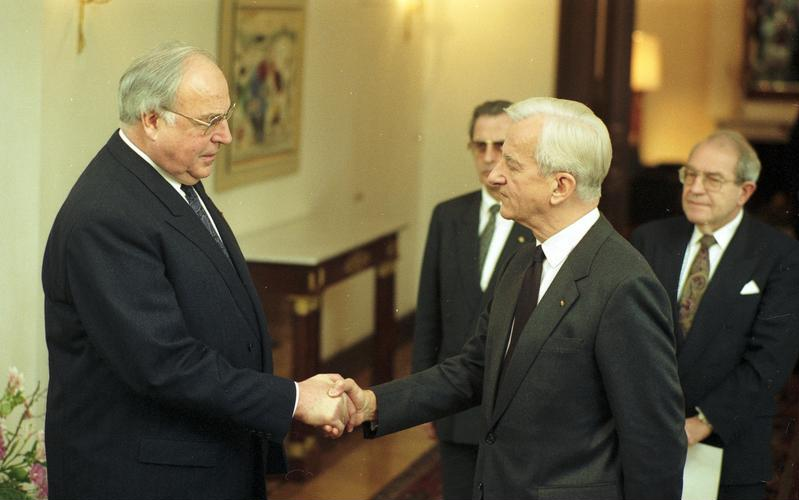
科尔1991年獲任命为第一任統一后的德国联邦总理

当东德的局势越来越显示出恶化以及柏林墙在1989年11月9日倒塌，在未与任何联盟成员和西方盟国成员提前商议的情况下，1989年11月，科尔在联邦议会上提出了关于破除目前处于分裂中的德国、欧洲的《十点计划》（Zehn-Punkte-Programm）。在1990年5月18日与东德签署了关于货币、经济和社会联盟的政府条约。针对联邦银行主席Karl Otto Pöhl的阻力，科尔通过在工资、收入、房租以及退休金领域使东德马克按照1:1的比例兑换西德马克。然后科尔同外交部长Hans-Dietrich Genscher一同合作与二战四大战胜国进行了二加四会谈（Zwei-plus-Vier-Gesprächen），最终达成了在《二加四条约》形式下实现两德统一、北约驻扎在统一后的德国。
德国的统一对科尔之后的总理轨迹起到积极的影响。因为1989年科尔于不来梅召开的党代会成功将党内“异己”排除，例如Heiner Geißler、Rita Süssmuth、Lothar Späth等。

### 德国統一后的首任总理

#### 第四个任期

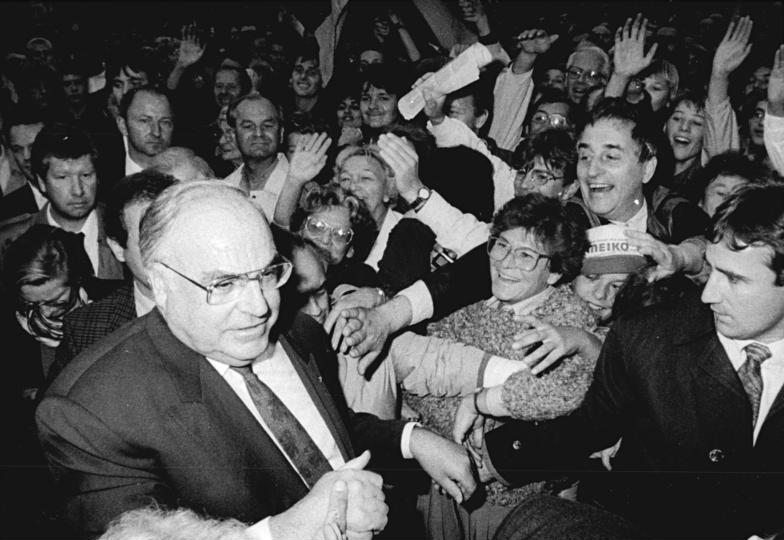
1990年的科爾

1990年底举行的联邦议会大选，科尔战胜当年的社民党候选人萨尔州州长奥斯卡·拉方丹，第三次当选德国总理。他也同时成为兩德統一后的第一任总理。这次選舉亦是德國自1933年來，首次全国自由選舉。为確保勝出大選，这次選舉按原來东、西德分开選舉。

#### 第五个任期
1994年联邦议会大选，科尔以微弱优势再度当选联邦总理，这一次他战胜了时任莱茵-普法尔茨州州长的社民党总理候选人鲁道夫·沙尔平。他成為自奥托·冯·俾斯麦以來德國在任最久的总理。在之后的几年中，德国在外交事务中获得了空前成功（如：法兰克福成为欧洲中央银行的总部，引入欧元）。後來由于社民党控制的德国联邦参议院限制了联邦政府的执政效力，使得在内政上显示出一个低潮，并因此在1998年联邦议会大选中落败。

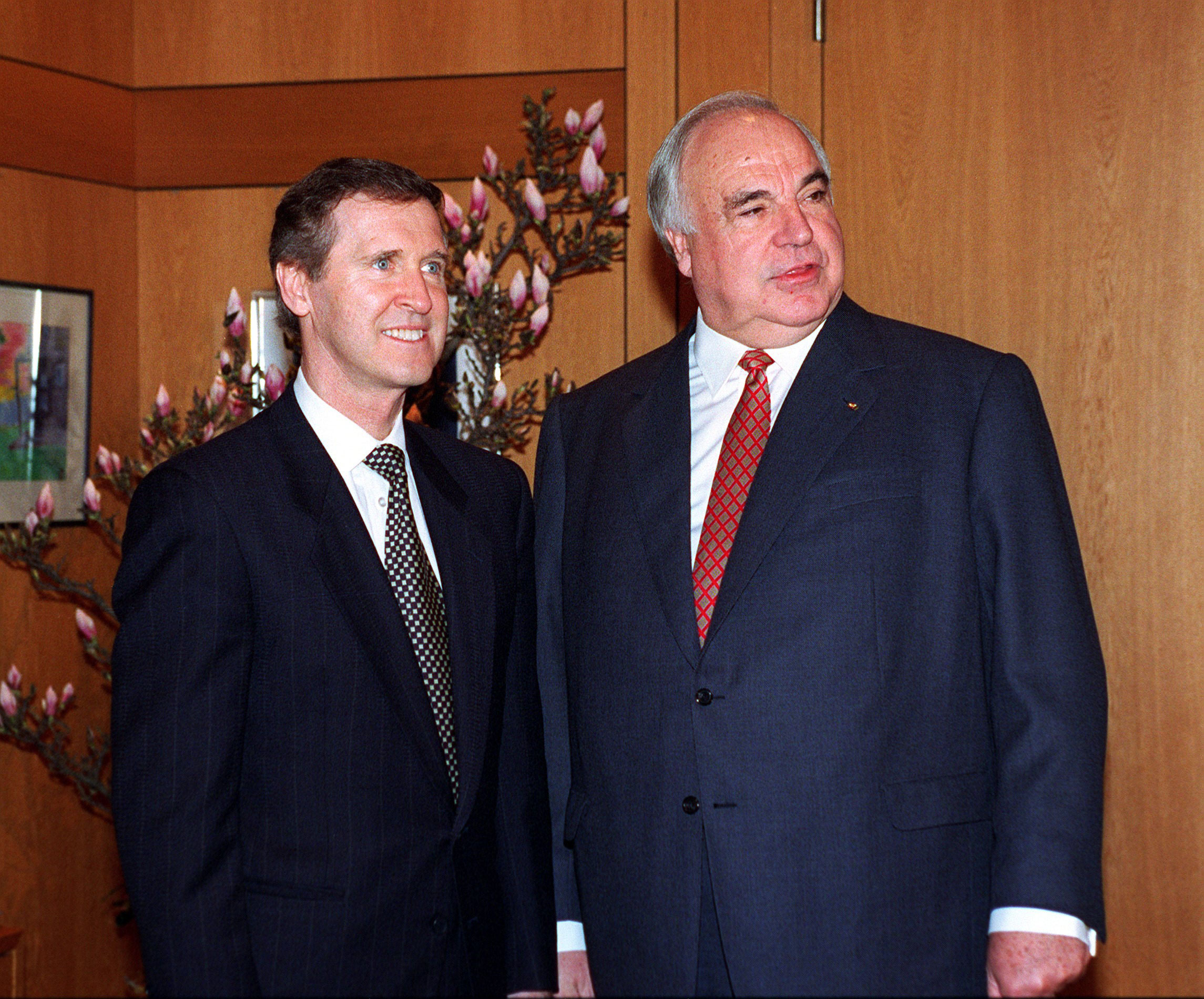
1997年3月5日联邦总理—赫尔穆特·科尔与美国国防部长科恩在波恩

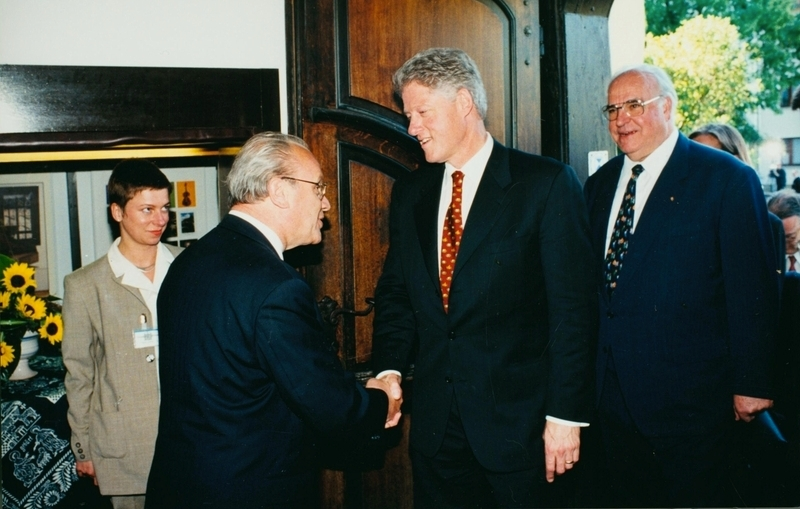
1998年5月14日總理科爾與美國總統比爾·克林頓會面

1998年联邦议会大選，社民党及綠党的中間偏左聯盟赢得大选，时任下萨克森州州长格哈德·施罗德当选为新一任联邦总理，結束科尔的中間偏右聯盟長達16年的管治。10月26日科爾向联邦总统罗曼·赫尔佐克辭去总理。10月27日正式卸任。

### 讽刺、调侃和模仿
德国的所有政治家中，还没有一人像赫尔穆特·科尔这样多的在政治、非政治领域被讽刺、调侃过。这其中以德国讽刺类杂志Titanic （页面存档备份，存于）所树立的讽刺角色最为长久，杂志形容总理“鸭梨”状的脸型如同以前法国国王路易·菲利浦一样，之后“鸭梨”一词成为了科尔的标志。
媒体常常瞄准他一般的外语水平、特大的身材和他来自的小城市出身。科尔的模仿者经常使用他带有普法尔茨色彩的口音，如将"Geschichte"，读成 "Gechichte"。

## 晚年
2001年7月5日，科尔68岁的妻子汉内洛蕾·科尔自杀身亡。自杀原因据推测可能由于多年患有光照性皮炎。
2004年3月4日，正巧在他离开总理职位的5年半的那天，赫尔穆特·科尔推出了《回忆录》的第一部分，记录“1930年——1982年”，在这里详细阐述了从1930年开始直到他第一任总理任期开始前的事情。2005年11月3日出版的第二部分，是关于从1982年到1990年的执政期。2007年11月16日出版是直到1994年的执政期。目前，第四部正在筹划中。
在2007年的春天和秋天科尔動了两次大的膝盖手术，换上人造关节。2008年秋天在家中严重摔伤，造成颅脑外伤。从此在公开场合出现时，他都使用轮椅。对于摔伤事故后的艰难时期，他说：“如果没有我的太太，我现在不会仍然活着，如果她未曾陪伴在我的身边，这会是我生命中的重大损失。”
2008年5月8日在海德堡大学医院的一间小礼堂，科尔同他在2005年正式确定关系的女友Maike Richter（1964年出生）结婚。男伴郎中有德国著名的媒体集团总裁Leo Kirch、图片报总编Kai Diekmann。婚后Maike Richter改名为Kohl-Richter，她是1994年—1998年间在德國总理府的经济部任职期间同科尔结识的。在1998年格哈德·施罗德大选获胜后，她转为担任CDU的经济顾问。由于她曾经担任德国经济周刊的记者，Kohl-Richter目前作为领导任职于德国联邦经济科技部（Bundesministerium für Wirtschaft und Technologie）地区经济政策、城市建设、管理处。
2011年初，柯爾之子華特·科爾出版了關於其父親的自傳，於書中指出其母親晚年因患憂鬱症而常有輕生念頭，並多次強調科爾對於家庭漠不關心，最終憤而與父親斷絕父子關係。他在書中強調「他（柯爾）真正的家是基民黨，他娶的不是我媽而是黨」。柯爾慣例從不對其子的書籍有任何表態，評論家曾說，柯爾常會逃避和延遲做重大決定。
赫尔穆特·科尔居住在首都柏林和路德维希港的Oggersheim区。

## 逝世
2017年6月16日早上，赫尔穆特·科尔在家中逝世，享壽87歲。

## 著作
《科尔回忆录》1930-1982 三卷本

## 荣誉

### 官方勋奖
- 德国
  -  大功绩十字级德国功绩勋章（1970年）
  -  佩星大功绩十字级德国功绩勋章（1973年）
  -  大绶佩星大功绩十字级德国功绩勋章（1975年）
  -  大十字级德国功绩勋章（1979年）
  -  巴伐利亚功绩勋章（德语：Bavarian Order of Merit）（1994年）
  -  特制大十字级德国功绩勋章（1998年10月26日）
  - 查理曼奖（1988年）
- 奥地利
  -  大绶银质奥地利共和国服务荣誉勋章（德语：Ehrenzeichen für Verdienste um die Republik Österreich (1952)）（1973年）
  -  大绶金质奥地利共和国服务荣誉勋章（德语：Ehrenzeichen für Verdienste um die Republik Österreich (1952)）（1989年）
- 義大利
  -  大十字级意大利共和国勋章（英语：大十字级意大利共和国勋章）（1977年）
- 葡萄牙
  -  大十字级耶稣军事勋章（英语：大十字级耶稣军事勋章）（1984年）
  -  大十字级恩里克王子勋章（英语：Order of Prince Henry）（1988年）
- 波蘭
  -  白鹰勋章（1998年）
- 比利时
  -  利奥波德勋章（1999年）
- 美国
  -  总统自由勋章（1999年）
- 中國
  - “中国人民的好朋友”（1999年）
- 捷克
  -  一等白狮勋章（1999年）[5]
- -  耶莱娜女王大勋章（英语：Grand Order of Queen Jelena）（2010年）

### 荣誉市民
- 圣吉尔根荣誉市民（1985年）
- 柏林荣誉市民（1992年）
- 代德斯海姆荣誉市民
- 伦敦城荣誉市民（1998年）
- 欧洲荣誉公民（英语：Honorary Citizen of Europe）（1998年）
- 美茵河畔法兰克福荣誉市民（1999年）
- 莱茵河畔路德维希港荣誉市民（2005年）
- 格但斯克荣誉市民（2010年）

### 非政府组织奖项
- 康登霍维-凯勒奇欧洲奖（欧洲康登霍维-凯勒奇学会，1990年）
- 圣利博里乌斯团结与和平奖章（德语：St.-Liborius-Medaille für Einheit und Frieden）（天主教帕德伯恩总教区，1999年）

### 纪念事物
- 纪念邮票《Sondermarke zu Ehren Helmut Kohls》（2012年10月11日发行）

## 科尔內閣

### 第一届政府内阁
1982年10月4日－1983年3月29日
- 赫尔穆特·科尔 (CDU) - 联邦总理
- 汉斯·迪特里希·根舍 (FDP) - 副总理兼外交部长
- Manfred Wörner (CDU) - 国防部长
- Friedrich Zimmermann (CSU) - 内务部长
- Gerhard Stoltenberg (CDU) - 财政部长
- Hans Engelhard (FDP) - 司法部长
- Otto Graf Lambsdorff (FDP) - 经济部长
- Norbert Blüm (CDU) - 劳动和社会事务部长
- Josef Ertl (FDP) - 食品、农业和森林部长
- Werner Dollinger (CSU) - 交通部长
- Oscar Schneider (CSU) - 建设部长
- Heiner Geissler (CDU) - 青年、家庭和健康部长
- Heinz Riesenhuber (CDU) - 研究和技术部长
- Dorothee Wilms (CDU) - 教育科学部长
- Jürgen Warnke (CSU) - 经济合作部长
- Christian Schwarz-Schilling (CDU) - 邮政和通讯部长
- Rainer Barzel (CDU) - 国内关系部长

### 第二届政府内阁
1983年3月29日－1987年3月11日 
- 赫尔穆特·科尔 (CDU) - 联邦总理
- 汉斯·迪特里希·根舍 (FDP) -副总理兼外交部长
- Manfred Wörner (CDU) - 国防部长
- Friedrich Zimmermann (CSU) - 内务部长
- Gerhard Stoltenberg (CDU) - 财政部长
- Hans Engelhard (FDP) - 司法部长
- Otto Graf Lambsdorff (FDP) -经济部长
- Norbert Blüm (CDU) - 劳动和社会事务部长
- Ignaz Kiechle (CSU) - 食品、农业和森林部长
- Werner Dollinger (CSU) - 交通部长
- Oscar Schneider (CSU) - 建设部长
- Heiner Geissler (CDU) - 青年、家庭和健康部长
- Heinz Riesenhuber (CDU) -研究和技术部长
- Dorothee Wilms (CDU) - 教育科学部长
- Jürgen Warnke (CSU) - 经济合作部长
- Christian Schwarz-Schilling (CDU) -邮政和通讯部长
- Heinrich Windelen (CDU) - 国内关系部长

人事变动
- 1984年6月27日 - Martin Bangemann (FDP) succeeds Lambsdorff as -经济部长
- 1984年11月15日 - 沃尔夫冈·朔伊布勒 (CDU) 进入内阁任特别事务部长
- 1985年9月26日 - Rita Süssmuth (CDU)继Geissler 任青年、家庭和健康部长
- 1986年6月6日 - Rita Süssmuth (CDU) 任青年、家庭、妇女和健康部长。Walter Wallmann (CDU)进入内阁任 环境、自然保护和核安全部长。

### 第三届政府内阁
1987年3月12日－1991年1月17日
- 赫尔穆特·科尔(CDU) - 联邦总理
- 汉斯·迪特里希·根舍 (FDP) - 副总理兼外交部长
- Manfred Wörner (CDU) - 国防部长
- Friedrich Zimmermann (CSU) -内务部长
- Gerhard Stoltenberg (CDU) - 财政部长
- Hans Engelhard (FDP) - 司法部长
- Martin Bangemann (FDP) - 经济部长
- 诺贝特·布吕姆 (CDU) - 劳动和社会事务部长
- Ignaz Kiechle (CSU) - 食品、农业和森林部长
- Jürgen Warnke (CSU) - 交通部长
- Oscar Schneider (CSU) - 建设部长
- Rita Süssmuth (CDU) - 青年、家庭、妇女核健康部长
- Heinz Riesenhuber (CDU) -研究和技术部长
- Jürgen Möllemann (FDP) - 教育科学部长
- Hans Klein (CSU) - 经济合作部长
- Walter Wallmann (CDU) - 环境、自然保护和核安全部长
- 沃尔夫冈·朔伊布勒 (CDU) - 特别事务部长
- Christian Schwarz-Schilling (CDU) - 邮政和通讯部长
- Dorothee Wilms (CDU) - 国内关系部长

人事变动
- 1987年4月22日 - Klaus Töpfer (CDU) 接替 Wallmann 出任 环境、自然保护和核安全部长
- 1988年5月18日 - Rupert Scholz (CDU) 接替Wörner任国防部长
- 1988年12月9日- Helmut Haussmann (FDP) 接替Bangemann出任经济部长.
- 1989年4月21日 - Gerhard Stoltenberg (CDU) 接替Scholz 任国防部长.  Theo Waigel (CSU)接替Stoltenberg任财政部长。 Jürgen Warnke (CSU) 接替Klein 出任经济合作部长。Friedrich Zimmermann (CSU) 接替 Warnke出任交通部长。 Wolfgang Schäuble (CDU) 接替Zimmermann出任内务部长。Gerda Hasselfeldt (CSU) 接替Schneider出任建设部长。Hans Klein (CSU) 和Rudolf Seiters (CDU) 出任特别事务部长。
- 1990年10月3日  - 5位东德部长 - 洛塔尔·德梅齐埃 (CDU), 扎比内·贝格曼-波尔 (CDU), Günther Krause (CDU), Rainer Ortleb (FDP)和 Hans Joachim Walther (DSU) -进入内阁任特别事务部长。
- 1990年12月19日- De Maizière 离开此届内阁.

### 第四届政府内阁
1991年1月18日－1994年11月15日
- 赫尔穆特·科尔 (CDU) - 联邦总理
- 汉斯·迪特里希·根舍 (FDP) - 副总理兼外交部长
- Gerhard Stoltenberg (CDU) - 国防部长
- 沃尔夫冈·朔伊布勒 (CDU) - 内务部长
- Theo Waigel (CSU) - 财政部长
- Klaus Kinkel (FDP) - 司法部长
- Jürgen Möllemann (FDP) - 经济部长
- Norbert Blüm (CDU) - 劳动和社会事务部长
- Ignaz Kiechle (CSU) - 食品、农业和森林部长
- Günter Krause (CDU) - 交通部长
- Irmgard Adam-Schwaetzer (CSU) - 建设部长
- Hannelore Rönsch (CDU) - Minister of Family and Senior Citizens
- 安格拉·默克尔 (CDU) - 妇女青年部长
- Gerda Hasselfeldt (CDU) - 卫生部长
- Heinz Riesenhuber (CDU) - 研究和技术部长
- Rainer Ortleb (FDP) - 教育科学部长
- Carl-Dieter Spranger (CSU) - 经济合作部长
- Klaus Töpfer (CDU) -环境、自然保护和核安全部长
- Rudolf Seiters (CDU) - 特别事务部长
- Christian Schwarz-Schilling (CDU) -邮政和通讯部长

人事变动
- 1991年11月26日 - Rudolf Seiters (CDU) 继Schäuble任内务部长。Friedrich Bohl (CDU)继Seiters任特别事务部长
- 1992年 4月1日 - Volker Rühe (CDU)继Stoltenberg任国防部长
- 1992年5月6日 - Horst Seehofer (CSU) 继Hasselfeldt 任卫生部长.
- 1992年5月18日 - Jürgen Möllemann (FDP) 继Genscher任副总理兼经济部长  Klaus Kinkel (FDP)继Genscher任外交部长。Sabine Leutheusser-Schnarrenberger (FDP)继 Kinkel任司法部长。
- 1992年12月17日 - Wolfgang Bötsch (CSU)继Schwarz-Schilling任邮政和通讯部长
- 1993年1月21日 - Klaus Kinkel (FDP)继Möllemann任副总理兼外交部长。Günter Rexrodt (FDP)继Möllemann任经济部长。Jochen Borchert (CDU) 继Kiechle 任食品、农业和森林部长。Matthias Wissmann (CDU)继Riesenhuber任教育科学部长 。Carl-Dieter Spranger (CSU)任经济合作和开发部长（原经济合作部长）。
- 1993年5月13日 - Matthias Wissmann (CDU) 继Krause任交通部长。Paul Krüger (CDU)继Wissmann任研究和技术部长。
- 1993年7月7日 - Manfred Kanther (CDU)继Seiters任内务部长。
- 1994年2月4日 - Karl-Hans Laermann (FDP)继Ortleb任教育科学部长。

### 第五届政府内阁
1994年11月15日－1998年10月27日
- 赫尔穆特·科尔(CDU) - 总理
- Klaus Kinkel (FDP) - 副总理兼外交部长
- Volker Rühe (CDU) - 国防部长
- Manfred Kanther (CDU) - 内务部长
- Theo Waigel (CSU) -  财政部长
- Sabine Leutheusser-Schnarrenberger (FDP) - 司法部长
- Günter Rexrodt (FDP) - 经济部长
- Norbert Blüm (CDU) -劳动和社会事务部长
- Jochen Borchert (CDU) - 食品、农业和森林部长
- Matthias Wissmann (CDU) - 交通部长
- Klaus Töpfer (CDU) - 建设部长
- Claudia Nolte (CDU) - Minister of Family, Senior Citizens, Women, and Youth
- Horst Seehofer (CSU) - 卫生部长.
- Jürgen Rüttgers (CDU) - 教育科学研究和技术部长
- Carl-Dieter Spranger (CSU) - 经济合作和开发部长
- 安格拉·默克尔 (CDU) - 环境、自然保护和核安全部长
- Friedrich Bohl (CDU) - 特别事务部长
- Wolfgang Bötsch (CSU) - 邮政和通讯部长

人事变动
- 1996年1月17日- Edzard Schmidt-Jortzig (FDP)继Leutheusser-Schnarrenberger任司法部长
- 1997年 12月31日- 邮政和通讯部撤销
- 1998年1月14日- Eduard Oswald 继 Töpfer 任建设部长